# Tango Bleu
Pour les articles homonymes, voir Tango et Bleu (homonymie).
Clip vidéo
[vidéo] « Tino Rossi - Tango Bleu », sur YouTube
Tango Bleu est une chanson française et un tango de Tino Rossi, enregistrée en single en 1952 chez Columbia Records,, un des nombreux succès de sa carrière et de la chanson française.

## Histoire
La composition instrumentale Blue Tango (en) du compositeur américain Leroy Anderson, enregistrée à New York avec son orchestre symphonique, est n°1 des ventes aux États-Unis en 1951. 

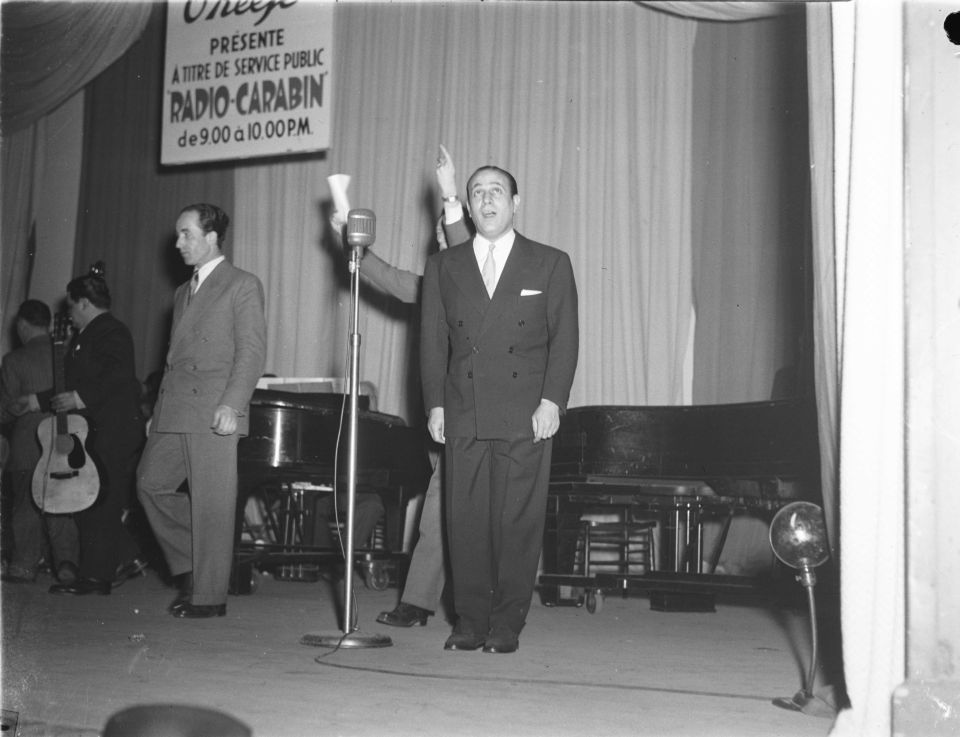
Tino Rossi, sur scène, en 1946.

Tino Rossi connait à ce moment un important succès avec la reprise du titre Le Plus Beau Tango du monde, de son film musical Au pays du soleil de 1952. 
Le parolier parisien Jacques Plante adapte alors le succès du Blue Tango (en) américain de 1951, en « Tango Bleu » avec des paroles françaises sur le thème romantique d'« une déclaration d'amour enflammée », pour Tino Rossi, qui l'enregistre avec succès à Paris, avec sa voix de crooner et son orchestre symphonique de Pierre Spiers « Donne-moi ton cœur, donne-moi ta vie, revivons le bonheur, du jour où je t'ai suivie, donne-moi tes nuits, donne-moi tes jours, faisons de l'heure qui fuit, un rêve qui vivra toujours... ». 

## Reprises et adaptations
Tino Rossi réédite ce titre sur de nombreux disques et compilations des succès de sa carrière. Le titre est également repris entre autres par Line Renaud (1953), Marcel Azzola (à l'accordéon, 1953),  Tony Murena (accordéon, 1954), Patrice et Mario (1954), Amanda Lear (version anglaise Blue Tango, 1977) et Richard Anthony (1997)...

## Tango de Tino Rossi
Tino Rossi a interprété de nombreux tangos dans son répertoire, dont :
Tango de Marilou (1933), Tango de rêve (1937), Tango de Maria (1939), Tango d’un soir (1945), Le Plus Beau Tango du monde (1951), Tango Bleu (1952), Tango mélodie (1953), Tango magique (1954), Tango Méditerranée (1955), Tango d'Italie (1956), Le petit tango (1958), Le temps d'un tango (1961), Guitar Tango (en) (1961), Tango italiano (1962), Crépuscule tango (1964)... 